# 贡山三窝蛛
贡山三窝蛛（学名：Trilacuna gongshan）一种于中国云南省贡山独龙族怒族自治县丙中洛镇发现的蜘蛛，隶属于卵形蛛科三窝蛛属。

## 鉴别特征
贡山三窝蛛雄性插入器前侧面有一片状的膜质化结构，其上张有短毛，其后有一耙子状骨质化突起，基部长有小毛。